# Torpilleur No 6
Le torpilleur N° 6 fait partie des 7 torpilleurs du programme de 1876 de la marine française.
Les essais des torpilleurs N° 5 et 6 furent jugés très satisfaisants au niveau des caractéristiques techniques. Cependant, leurs dimensions intérieures les rendirent inhabitables (1,50 m de hauteur sous plafond).

## Carrière
- 1875 : École de chauffe.
- 1882 : Bâtiment d'instruction à l'école des torpilles (lieu-dit Boyardville sur la commune de Saint-Georges-d'Oléron) puis affectation à la Défense Mobile de Rochefort.
- Mai 1888 : Rayé de la liste de la Flotte en tant que bâtiment de combat. Il fut conservé comme bâtiment de servitude sous le nom de Lupin à la direction de la défense sous-marine de Rochefort.
- 1890 : Condamnation définitive[1]. Vendu à Rochefort 8.810,00 Francs à MM. Bernardin et Lacour le 21 mai 1890[2].